# Bundesverband Deutscher Gesangspädagogen
Der Bundesverband Deutscher Gesangspädagogen e. V. (BDG) ist der Berufsverband professionell ausgebildeter Gesangspädagogen in Deutschland. Als Berufsverband repräsentiert er alle Gesangspädagogen aus den Bereichen der Musikhochschulen, Musikakademien, Konservatorien und Musikschulen sowie selbstständigen Gesangspädagogen.

## Geschichte
Der Verband wurde am 16. April 1988 in Detmold gegründet. Er ist Mitbegründer des Verbandes der europäischen Gesangspädagogen European Voice Teachers Association (EVTA) und vertritt seit 2018 auch als Berufsverband die Interessen der Gesangspädagogen in Deutschland. Der Verband hat rund 1300 ordentliche, studentische und fördernde Mitglieder (Stand Anfang 2024). Präsident ist Michael Müller-Kasztelan.

## Aufgaben und Ziele
Der Verband verfolgt die Förderung kultureller Bildung im Bereich des Gesangs mit seinen verschiedenen Genres. Er bietet Fort- und Weiterbildungen, Foren, Kongresse  und interdisziplinäre Zusammenarbeit an, um neue Erkenntnisse der Stimmforschung sowie Unterrichtsstrategien zu vermitteln und den fachlichen Austausch zu fördern.
Dabei erfolgt eine Zusammenarbeit u. a. mit dem Verband deutscher Musikschulen (VdM), dem Deutschen Musikrat (DMR) und dem Deutschen Tonkünstler Verband (DTKV). Der Bundesverband Deutscher Gesangspädagogen gibt die vierteljährlich erscheinende Fachzeitschrift Vox Humana heraus.

## Präsidenten
- 1988–1994: Helmut Kretschmar
- 1994–2000: Charlotte Lehmann
- 2000–2003: Martin Christian Vogel
- 2003–2010: Berthold Schmid
- 2010–2014: Jan Hammar
- 2014–2022: Marilyn Schmiege
- 2022–2024: Brigitte Geller
- 2024–fortlaufend: Michael Müller-Kasztelan